# Шупиян (округ)
Шупиян (кашм. शोपियां ज़िला (деванагари), شوپیاں ضلع (перс.); англ. Shopian) — округ в индийской союзной территории Джамму и Кашмир, в регионе Кашмир. Образован в 2007 году из части территории округа Пулвама. Административный центр — город ШУпиян. Площадь округа — 307 км². По данным всеиндийской переписи 2001 года население округа составляло 246 041 человек.

## История
Город Шупиян часто был центром политических беспорядков. В 1979 году Пт. Сваруп Натх Сараф, ветеран Национальной Конференции Джамму и Кашмира, встал во главе движения за получение Шупияном статуса округа. В итоге Шопияну статус округа был присвоен приказом Гулам Наби Азада.
В 2009 году здесь случились беспорядки, якобы спровоцированные изнасилованием и убийством двух женщин. Полицию обвиняли в сокрытии фактов. 3 июня 2009 года правительство назначило комиссию во главе с заслуженным судьёй Музаффар Ахмад Джаном для расследования дела. В 400-страничном докладе следователей содержались выводы о замешанности сотрудников правоохранительных органов во вражде местных кланов. Дело получило широкую огласку.

## Политика
2 окружных собрания: Вачи и Шупиян. Абдул Разак Вагай из народно-демократической партии Джамму и Кашмира (PDP) представляет Шупиян в собрании штата и Автар Кришен Пандита из BJP представляет Вачи.

## Образование
Колледжи
- Отдельные колледжи для мальчиков и девочек (научные и художественные)

Школы
Популярные учебные заведения:
- Мохаммадия
- Школа Шах-ай-Хамдам
- «Грин Лэнд»
- Исламская школа Мактабья
- Государственная школа «Скай Ларк»
- Государственная школа «Спринг Дейлс»

## Здравоохранение
Окружной госпиталь в Шопиан.

## Спорт
Крикет, футбол, сквош популярны у молодёжи.

## Экспорт фруктов
Яблоки, вишни, миндаль, грецкий орех.

## Достопримечательности
В округе несколько интересных для туристов мест: водопады Ахарбхал, Консвернаг, Конгиватан, Лахантхор, Седоу и другие. Джамья Масджид около Шах Мохалла (династия Шах) в Шупияне один из самых посещаемых монументов, построенных при моголах. 

## Транспорт
Главные дороги:
- Шупиян-Пулвама-Сринагар
- Шупиян-Анантнаг
- Шупиян-Раджоури-Пунч (Могольская дорога)
- Шупиян-Завура-Келлер
- Шупиян-Седоу-Ахарбал
- Шупиян-Херпора
- Шупиян-Биджбехара
- Шупиян-Пинджура
- Шупиян-Таркивангам